# ديبي ديفيز
ديبي ديفيز (بالإنجليزية: Debbie Davies)‏ هي عازفة قيثارة أمريكية، ولدت في 22 أغسطس 1952 في لوس أنجلوس في الولايات المتحدة.

## وصلات خارجية
- الموقع الرسمي
- ديبي ديفيز على موقع ميوزك برينز (الإنجليزية)
- ديبي ديفيز على موقع أول ميوزيك (الإنجليزية)
- ديبي ديفيز على موقع ديسكوغز (الإنجليزية)